# Дом радио (Улан-Удэ)
Дом радио — памятник архитектуры города Улан-Удэ, объект культурного наследия регионального уровня. Адрес — Ербанова, 7а.

## Описание
Это памятник архитектуры, представляющий собой монументальное угловое здание в стиле сталинского ампира, расположенное в центре Улан-Удэ у площади Советов и Театральной площади.
Строилось здание с 1955 по 1959 год.
Самая выдающаяся его центральная часть построена в виде пятиэтажной башни со шпилем и часами, имеющими два циферблата, один из которых обращён в сторону Бурятского театра оперы и балета, а другой в сторону площади Советов.
Дважды в день — в 12 и в 18 часов — куранты главных часов Бурятии, установленных на здании, играют гимн Бурятии.

## Фотографии
| - В 2008 году - В 2013 году - В 2017 году |